# Enduro World Series
Pour les articles homonymes, voir EWS.
L'Enduro World Series (ou EWS) est un championnat international de vélo tout terrain créé par l'EMBA en milieu d'année 2012. La première saison de cette compétition se déroule en 2013 et la dernière en 2022 ; elle est supprimée en 2023 en étant incorporée dans la coupe du monde de VTT.

## Principe
Le championnat est une compétition d'enduro, discipline sportive qui se pratique sur un vélo tout terrain.
Chaque épreuve est constituée de plusieurs spéciales chronométrées, à profil descendant. Les liaisons (généralement montantes) entre les spéciales peuvent être effectuées de trois façons différentes (parfois combinées), à la discrétion de l'organisateur de la course :
1. Liaisons à vélo - aucune assistance extérieure
2. Liaisons en remontées mécaniques
3. Liaisons en « shuttle » (remontées par camions)[1]

Les participants doivent enchaîner plusieurs spéciales chronométrées, monter les liaisons assez rapidement pour ne pas rater le départ des prochaines spéciales, et faire en sorte de limiter les problèmes mécaniques, car l'assistance mécanique extérieure est limitée.
C'est une version moins spécialisée de la descente, qui cherche à revenir aux racines du vélo tout terrain : évoluer en montagne. Les VTT d'enduro s'affranchissent des choix techniques extrêmes imposés par les compétitions de descente. Ils doivent ici être polyvalents, à la fois performants en montée et en descente, et confortables pour ces épreuves d'endurance.

## Règlement
Le format est très récent ; il est aujourd'hui laissé beaucoup de libertés à chaque organisateur local. Le point commun central aux différentes manches est l'attribution de points à chaque concurrent, en vue du classement final global.
Quelques règles imposées à tous les événements sont : 
- Port de protections : Casque intégral, gants long, genouillères, dorsale.

- Seuls un cadre, une fourche, et une paire de roues peuvent être utilisés lors d'une manche, donc des autocollants sont à coller obligatoirement sur ces équipements avant la course. Ils seront vérifiés au départ, et à l'arrivée de chaque spéciale[2].

## Historique
Le championnat est né sous l'impulsion de Chris Ball et regroupe plusieurs circuits préexistants :
- les Crankworx (évènement multi-compétitions et multi-site, centré sur le vélo tout terrain),
- les Enduro Series (France),
- le SuperEnduro (Italie).

Le comité de direction de l'Enduro Mountain Bike Association, est ainsi composé des différents membres de ces anciens circuits :
- Chris Ball - ex-délégué technique de la descente à l'UCI,
- Fred Glo - fondateur des Enduro Series,
- Enrico Guala - fondateur du SuperEnduro,
- Darren Kinnaird - directeur des Crankworx.

## Saison 2013

### Calendrier et résultats saison 2013
| N° | Date                    | Lieu               | Pays       | Compétition                   | Vainqueur chez les hommes | Vainqueur chez les femmes |
| -- | ----------------------- | ------------------ | ---------- | ----------------------------- | ------------------------- | ------------------------- |
| 1  | 18 mai - 19 mai         | Punta Ala          | Italie     | Super Enduro                  | Fabien Barel              | Tracy Moseley             |
| 2  | 29 juin - 30 juin       | Val d’Allos        | France     | Brake Authority Enduro Series | Nicolas Vouilloz          | Tracy Moseley             |
| 3  | 6 juillet - 7 juillet   | Les Deux Alpes     | France     | Crankworx Les 2 Alpes         | Jérôme Clementz           | Tracy Moseley             |
| 4  | 27 juillet - 28 juillet | Winter Park Resort | États-Unis | Colorado Freeride Festival    | Jérôme Clementz           | Tracy Moseley             |
| 5  | 10 août - 11 août       | Whistler           | Canada     | Crankworx Whistler            | Jared Graves              | Anne-Caroline Chausson    |
| 6  | 24 août - 25 août       | Val-d'Isère        | France     | Enduro des Nations            | Jérôme Clementz           | Anne-Caroline Chausson    |
| 7  | 19 octobre - 20 octobre | Finale Ligure      | Italie     | Superenduro PRO               | Jérôme Clementz           | Tracy Moseley             |

### Podium hommes saison 2013
| N° | Rider           | Nationalité |
| -- | --------------- | ----------- |
| 1  | Jérôme Clementz | France      |
| 2  | Jared Graves    | Australie   |
| 3  | Fabien Barel    | France      |

### Podium femmes saison 2013
| N° | Rider                  | Nationalité |
| -- | ---------------------- | ----------- |
| 1  | Tracy Moseley          | Royaume-Uni |
| 2  | Cécile Ravanel         | France      |
| 3  | Anne-Caroline Chausson | France      |

## Saison 2014

### Calendrier et résultats saison 2014
| N° | Date                    | Lieu               | Pays       | Compétition                | Vainqueur chez les hommes | Vainqueur chez les femmes |
| -- | ----------------------- | ------------------ | ---------- | -------------------------- | ------------------------- | ------------------------- |
| 1  | 19 mai - 20 avril       | Nevados de Chillan | Chili      | Montenbaik Enduro          | Jérôme Clementz           | Anne-Caroline Chausson    |
| 2  | 30 mai - 1er juin       | Tweed Valley,      | Écosse     | Tweedlove Festival         | Nicolas Lau               | Tracy Moseley             |
| 3  | 21 juin - 22 juin       | Valloire           | France     | Enduro Series              | Jared Graves              | Tracy Moseley             |
| 4  | 12 juillet - 13 juillet | La Thuile          | Italie     | Super Enduro               | Damien Oton               | Tracy Moseley             |
| 5  | 26 juillet - 27 juillet | Winter Park Resort | États-Unis | Colorado Freeride Festival | Jared Graves              | Anne-Caroline Chausson    |
| 6  | 9 aout - 10 aout        | Whistler           | Canada     | Crankworx Whistler         | Jared Graves              | Cécile Ravanel            |
| 7  | 4 octobre - 5 octobre   | Finale Ligure      | Italie     | Superenduro PRO            | Fabien Barel              | Anne-Caroline Chausson    |

### Podium hommes saison 2014
| N° | Rider        | Nationalité      |
| -- | ------------ | ---------------- |
| 1  | Jared Graves | Australie        |
| 2  | Damien Oton  | France           |
| 3  | Justin Leov  | Nouvelle-Zélande |

### Podium femmes saison 2014
| N° | Rider                  | Nationalité |
| -- | ---------------------- | ----------- |
| 1  | Tracy Moseley          | Royaume-Uni |
| 2  | Anne-Caroline Chausson | France      |
| 3  | Cécile Ravanel         | France      |

## Saison 2015

### Calendrier et résultats saison 2015
| N° | Date                        | Lieu                    | Pays             | Compétition                                              | Vainqueur chez les hommes | Vainqueur chez les femmes |
| -- | --------------------------- | ----------------------- | ---------------- | -------------------------------------------------------- | ------------------------- | ------------------------- |
| 1  | 28 mars                     | Rotorua                 | Nouvelle-Zélande | GIANT Toa Enduro, Crankworx rotorua                      | Jérôme Clementz           | Anne-Caroline Chausson    |
| 2  | 24 mai                      | Comté de Wicklow,       | Irlande          | Chain Reaction Cycles Emerald Enduro                     | Greg Callaghan            | Tracy Moseley             |
| 3  | 30 mai - 31 mai             | Tweed Valley            | Écosse           | Cannondale Alpine Bikes World Enduro                     | Justin Leov               | Tracy Moseley             |
| 4  | 18 juillet - 19 juillet     | Samoëns                 | France           | Samoens Enduro World Series driven by Urge Bike products | Richie Rude               | Tracy Moseley             |
| 5  | 31 juillet - 2 aout         | Crested Butte           | États-Unis       | Yeti Cycles Big Moutain Enduro presented by Shimano      | -                         | -                         |
| 6  | 9 aout                      | Whistler                | Canada           | SRAM Canadian Open Enduro presented by Specialized       | Richie Rude               | Tracy Moseley             |
| 7  | 25 septembre - 27 septembre | Zona Zero Ainsa Sobrabe | Espagne          | Enduro Festival Zona Zero                                | Richie Rude               | Tracy Moseley             |
| 8  | 3 octobre - 4 octobre       | Finale Ligure           | Italie           | Superenduro powered by SRAM                              | Jared Graves              | Tracy Moseley             |

### Podium hommes saison 2015
| N° | Rider           | Nationalité |
| -- | --------------- | ----------- |
| 1  | Richie Rude     | États-Unis  |
| 2  | Fabien Barel    | France      |
| 3  | Jérôme Clementz | France      |

### Podium femmes saison 2015
| N° | Rider          | Nationalité |
| -- | -------------- | ----------- |
| 1  | Tracy Moseley  | Royaume-Uni |
| 2  | Cécile Ravanel | France      |
| 3  | Anneke Beerten | Pays-Bas    |

## Saison 2016

### Calendrier et résultats saison 2016
| N° | Date              | Lieu               | Pays       | Compétition                                                        | Vainqueur chez les hommes | Vainqueur chez les femmes |
| -- | ----------------- | ------------------ | ---------- | ------------------------------------------------------------------ | ------------------------- | ------------------------- |
| 1  | 26 - 27 mars      | Valdivia           | Chili      | Montenbaik Enduro World Series                                     | Richie RUDE               | Cecile RAVANEL            |
| 2  | 2 - 3 avril       | Bariloche          | Argentine  | Cerro Catedral Montenbaik Enduro World Series presented by Shimano | Richie RUDE               | Cecile RAVANEL            |
| 3  | 15 mai            | County Wicklow     | Irlande    | Emerald Enduro presented by Biking.ie                              | Greg CALLAGHAN            | Tracy MOSELEY             |
| 4  | 16 - 17 juillet   | La Thuile          | Italie     | La Thuile                                                          | Richie RUDE               | Cecile RAVANEL            |
| 5  | 30 - 31 juillet   | Aspen Snowmass     | États-Unis | Yeti Cycles Big Mountain Enduro presented by Shimano               | Jared GRAVES              | Cecile RAVANEL            |
| 6  | 13 aout           | Whistler           | Canada     | SRAM Canadian Open Enduro presented by Specialized                 | Richie RUDE               | Cecile RAVANEL            |
| 7  | 17 - 18 septembre | Valberg-Guillaumes | France     | Enduro Des Portes du Mercantour driven by URGE Bike Products       | Sam HILL                  | Cécile RAVANEL            |
| 8  | 1 - 2 octobre     | Finale Ligure      | Italie     | Superenduro powered by SRAM                                        | Martin MAES               | Cécile RAVANEL            |

### Podium hommes saison 2016
| N° | Rider           | Nationalité |
| -- | --------------- | ----------- |
| 1  | Richie Rude     | États-Unis  |
| 2  | Damien Oton     | France      |
| 3  | Jérôme Clementz | France      |

### Podium femmes saison 2016
| N° | Rider              | Nationalité |
| -- | ------------------ | ----------- |
| 1  | Cécile Ravanel     | France      |
| 2  | Isabeau Courdurier | France      |
| 3  | Anita Gehrig       | Suisse      |

## Saison 2017

### Calendrier et résultats saison 2017
| N° | Date                   | Lieu           | Pays             | Compétition                                        | Vainqueur chez les hommes | Vainqueur chez les femmes |
| -- | ---------------------- | -------------- | ---------------- | -------------------------------------------------- | ------------------------- | ------------------------- |
| 1  | 25 - 26 mars           | Rotorua        | Nouvelle-Zélande | Giant Toa Enduro                                   | Wyn MASTERS               | Cecile RAVANEL            |
| 2  | 8 - 9 Avril            | Tasmania       | Australie        | Shimano Enduro Tasmania                            | Adrien Dailly             | Isabeau Courdurier        |
| 3  | 13 - 14 mai            | Madeira        | Portugal         | Emerald Enduro                                     | Gregory Callaghan         | Cécile Ravanel            |
| 4  | 28 Mai                 | County Wicklow | Irlande          | EWS Powered by Freeride Madeira                    | Adrien Dailly             | Cécile Ravanel            |
| 5  | 1 - 2 juillet          | Millau         | France           | Natural Games Millau EWS driven by URGE bp         | Adrien Dailly             | Cécile Ravanel            |
| 6  | 29 - 30 Juillet        | Aspen-Snowmass | États-Unis       | Big Mountain Enduro Aspen Snowmass                 | Sam Hill                  | Cécile Ravanel            |
| 7  | 13 Aout                | Whistler       | Canada           | SRAM Canadian Open Enduro presented by Specialized | Jesse Melamed             | Cécile Ravanel            |
| 8  | 30 Septembre 1 Octobre | Finale Ligure  | Italie           | Bluegrass Finalenduro powered by SRAM              | Damien Oton               | Cécile Ravanel            |

### Podium hommes saison 2017
| N° | Rider          | Nationalité |
| -- | -------------- | ----------- |
| 1  | Sam Hill       | Australie   |
| 2  | Adrien Dailly  | France      |
| 3  | Greg Gallaghan | Irlande     |

### Podium femmes saison 2017
| N° | Rider              | Nationalité |
| -- | ------------------ | ----------- |
| 1  | Cécile Ravanel     | France      |
| 2  | Isabeau Courdurier | France      |
| 3  | Katy Winton        | Royaume-Uni |

## Saison 2018

### Calendrier[19]et résultats saison 2018
| N° | Date                 | Lieu                           | Pays              | Compétition                                            | Vainqueur chez les hommes | Vainqueur chez les femmes |
| -- | -------------------- | ------------------------------ | ----------------- | ------------------------------------------------------ | ------------------------- | ------------------------- |
| 1  | 24 - 25 mars         | Lo Barnechea                   | Chili             | Lo Barnachea Montenbaik Enduro                         | Sam Hill                  | Cécile Ravanel            |
| 2  | 31 mars - 01 avril   | Manizales                      | Colombie          | EWS - Alcaldia de Manizales - Mas oportunidades        | Sam Hill                  | Cécile Ravanel            |
| 3  | 12 - 13 mai          | Olargues - Montagnes du Caroux | France            | EWS Montagnes du Caroux 2018                           | Richie Rude               | Cécile Ravanel            |
| 4  | 30 juin - 01 juillet | Petzen - Jamnica               | Autriche Slovénie | Black Hole Enduro Petzen/Jamnica                       | Sam Hill                  | Cécile Ravanel            |
| 5  | 21 - 22 juillet      | La Thuile                      | Italie            | La Thuile Enduro World Series                          | Sam Hill                  | Cécile Ravanel            |
| 6  | 12 août              | Whistler                       | Canada            | CamelBak Canadian Open Enduro presented by Specialized | Martin Maes               | Cécile Ravanel            |
| 7  | 22 - 23 septembre    | Aínsa-Sobrarbe                 | Espagne           | Festival Zona Zero Sobrarbe                            | Richie Rude               | Cécile Ravanel            |
| 8  | 29 - 30 septembre    | Finale Ligure                  | Italie            | Bluegrass FinalEnduro powered by SRAM                  | Richie Rude               | Cécile Ravanel            |

### Podium hommes saison 2018
| N° | Rider           | Nationalité |
| -- | --------------- | ----------- |
| 1  | Sam Hill        | Australie   |
| 2  | Damien Oton     | France      |
| 3  | Florian Nicolai | France      |

### Podium femmes saison 2018
| N° | Rider              | Nationalité |
| -- | ------------------ | ----------- |
| 1  | Cécile Ravanel     | France      |
| 2  | Isabeau Courdurier | France      |
| 3  | Katy Winton        | Royaume-Uni |

## Saison 2022

### Podium hommes saison 2022
| N° | Rider           | Nationalité |
| -- | --------------- | ----------- |
| 1  | Jesse Melamed   | Canada      |
| 2  | Richard Rude Jr | États-Unis  |
| 3  | Martin Maes     | Belgique    |

### Podium femmes saison 2022
| N° | Rider              | Nationalité |
| -- | ------------------ | ----------- |
| 1  | Isabeau Courdurier | France      |
| 2  | Morgane Charre     | France      |
| 3  | Harriet Harnden    | Royaume-Uni |

## Liens
- Enduro (cyclisme)
- Freeride (VTT)
- Descente (cyclisme)